# زفاف علي (فلم)
زفاف علي (بالإنجليزية: Ali Wedding) هو فيلم رومانسي كوميدي أسترالي صدر عام 2017.  من إخراج جيفري ووكر وكتابة أسامة سامي والبطولة سامي وهيلانا ساويرس.
ونقلت الصحيفة عن سامي قوله إن الفيلم هو "صنع التاريخ، و أول مسلسل إسلامي، لذا نأمل أن يمهد الطريق لكثير من القصص المشابهة الأخرى، وليس فقط من المجتمع المسلم ولكن من المجتمعات والأقليات الأخرى في مجتمعنا". ". وقال إن "قصة الحب الحبيبة والمؤثرة" كانت تحاول أن تلقي ضوءًا أكثر إيجابية على الحياة بين المسلمين والأستراليين.

## القصة
علي (أسامة سامي) ، الابن الساحر والموهوب موسيقياً لرجل دين مسلم (دون هاني) ، يكافح من أجل اتخاذ خيارات الحياة الصحيحة رغم أفضل النوايا. يريد أن يكون مع الفتاة، ديان (هيلانا ساويرس) ، يحب، لكنه وعد بفتاة أخرى في مسجد والده. يريد أن يكون الطبيب العظيم الذي يتوقعه المجتمع، لكنه لا يحصل على العلامات. قبل كل شيء، يريد أن يجعل والده فخورًا. للوقوف في وجه هذه التوقعات المستحيلة، فهو يكذب حول إنجازاته الأكاديمية، ومن ثم يسعى سعيه لإرضاء والده إلى خارج السيطرة، مع عواقب مسلية ومؤثرة. 

## وصلات خارجية
- مقالات تستعمل روابط فنية بلا صلة مع ويكي بيانات